# Frantschach-Sankt Gertraud
Frantschach-Sankt Gertraud osztrák mezőváros Karintia Wolfsbergi járásában. 2016 januárjában 2661 lakosa volt.

## Elhelyezkedése

Frantschach-St. Gertraud a Wolfsbergi járásban

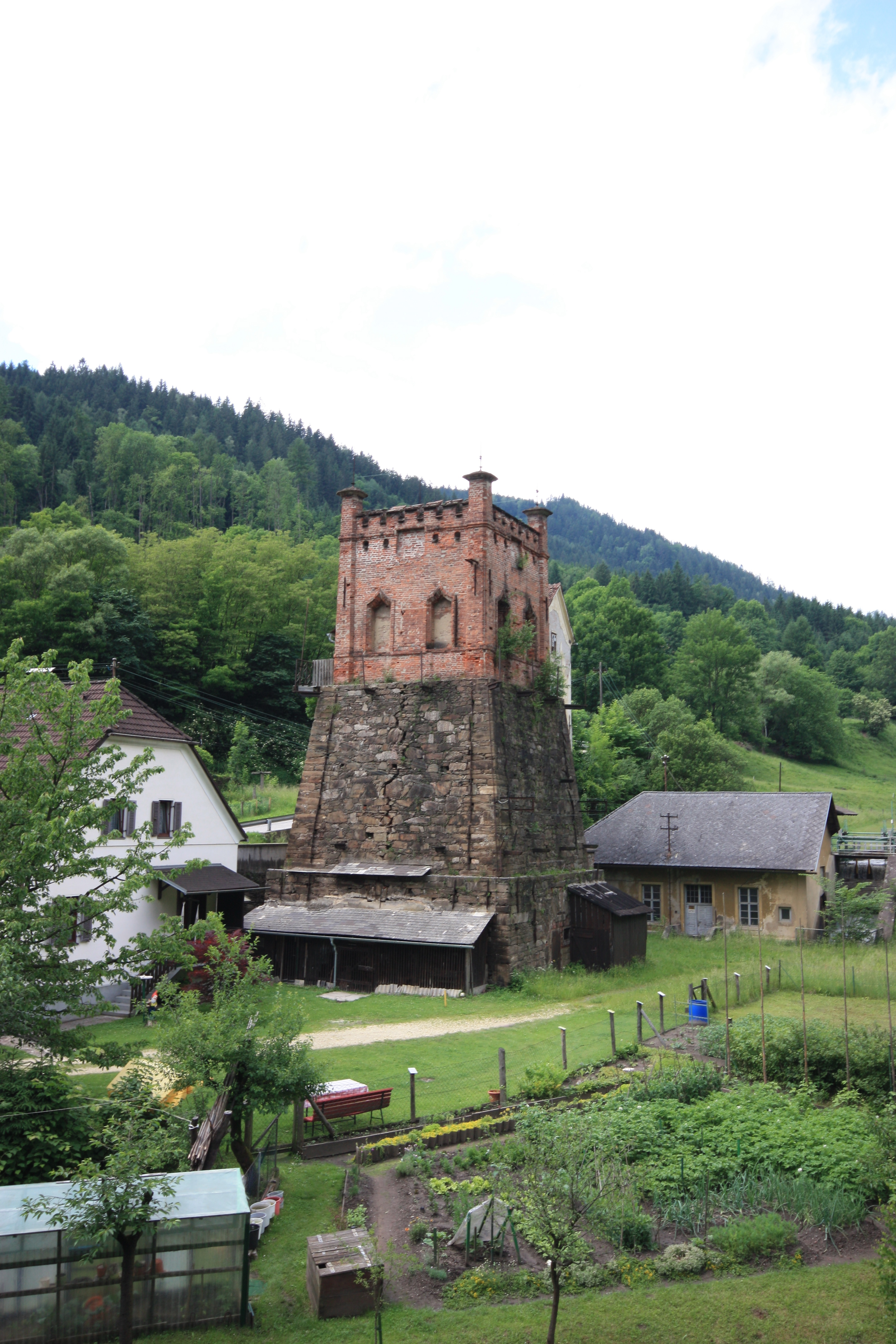
A város címerében is szereplő, 1848-as építésű kohó

Frantschach-Sankt Gertraud Karintia keleti részén, a Lavanttal völgyében helyezkedik el a Lavant folyó és a Koralpen-hegyvonulat között. Területén 16 kisebb nagyobb falu és településrész található: Frantschach (415 lakos), Hintergumitsch (155), Hinterwölch (48), Kaltstuben (18), Kamp (177), Kamperkogel (48), Limberg (112), Obergösel (106), Praken (5), Sankt Gertraud (364), Trum- und Prössinggraben (35), Untergösel (250), Vorderlimberg (130), Vorderwölch (176), Weinebene (0), Zellach (617).
A környező települések: délre Sankt Andrä, nyugatra és északra Wolfsberg, keleten Deutschlandsberg és Bad Schwanberg.

## Története
A 11. századtól a Felső-Lavanttal a bambergi püspökség tulajdonába került. A mai önkormányzati terület jelentős része a középkorban Wolfsberg városához tartozott és Hartneidstein várából ellenőrizték. St. Gertraud templomát először 1289-ben említik. 
A középkor végétől kezdődően megindult a vasérc bányászata és feldolgozása. A Wölchben bányászott ércet St. Gertraudban rakták kohókba és itt, valamint Frantschachban kovácsolóműhelyben dolgozták fel. 1759-ben a bambergi püspök karintiai birtokait az osztrák állam megvásárolta. 1825-ben a helyi ipart a wolfsbergi vasműtársaság szerezte meg, tőlük pedig 1846-ban a sziléziai Hugo Henckel von Donnersmarck vásárolta fel. 1847-ben modern olvasztókohót építtetett St. Gertraudban és egyben Frantschachban a mai napig működő cellulózgyárat alapított. 
1850-ben megalakultak Gösel, Kamp és Wölch önkormányzatai, amelyekből 1954-1963 között létrehozták Frantschach-St. Gertraudot. 1973-ban a községet Wolfsbergehz csatolták, majd egy 1991-es népszavazást követően visszanyerte önállóságát. Gazdasági jelentősége miatt a község 2001-ben mezővárosi státuszt kapott.

## Lakosság
A Frantschach-St. Gertraud-i önkormányzat területén 2016 januárjában 2661 fő élt, ami jelentős visszaesést jelent a 2001-es 3148 lakoshoz képest. Akkor a helybeliek 92,5%-a volt osztrák, 2,7% boszniai, 1,8% pedig horvát állampolgár. 89,3%-uk katolikusnak, 1,1% evangélikusnak, 3,7% muszlimnak, 4,9% pedig felekezeten kívülinek vallotta magát. 

## Látnivalók
- a késő gótikus (16. század eleji) Szt. Gertrúd-plébániatemplom. Nyugati falán 1420 körül festett freskó látható.
- a szintén késő gótikus Sz. Miklós-templom Kampban.
- az 1848-ban épült, ipartörténeti jelentőségű vaskohó.

## Fordítás
- Ez a szócikk részben vagy egészben  a   Frantschach-Sankt Gertraud című német Wikipédia-szócikk ezen változatának fordításán alapul.  Az eredeti cikk szerkesztőit annak laptörténete sorolja fel. Ez a jelzés csupán a megfogalmazás eredetét és a szerzői jogokat jelzi, nem szolgál a cikkben szereplő információk forrásmegjelöléseként.